# Jason Huertas
Huertas  Araya est un nom espagnol. Le premier nom de famille, en général paternel, est Huertas ; le second, en général maternel, souvent omis, est Araya.
Jason Huertas Araya, né le 24 mars 1998 à San Ramón, est un coureur cycliste costaricien.

## Biographie
Le 31 janvier 2018, l'UCI annonce qu'il a été contrôlé positif à l'EPO CERA le 22 décembre précédent au cours du Tour du Costa Rica 2017, tout comme l'ensemble de son équipe,. Il est suspendu pour une durée de trois ans, après avoir collaboré avec les autorités.
Il fait son retour à la compétition en 2021, sous les couleurs du club Colono-Specialized. 

## Palmarès et résultats

### Par année
- 2016
  -  Champion panaméricain sur route juniors
  -  Champion du Costa Rica sur route juniors
  - 2e du championnat du Costa Rica du contre-la-montre juniors
  -  Médaillé de bronze du championnat panaméricain du contre-la-montre juniors
- 2017
  - Gran Premio San Lorenzo
  - San Bartolomé Sari Nagusia
  - 2e du Tour de Cantabrie
  - 2e de l'Andra Mari Sari Nagusia
- 2021
  -  Champion du Costa Rica sur route
  -  Champion du Costa Rica du contre-la-montre
  - 3e épreuve de la Copa Giant
  - 1reb étape de la Vuelta a Chiriquí
- 2022
  -  Champion du Costa Rica sur route
  - 2e étape du Tour por La Paz
  - Gran Premio San Lorenzo
  - Volta al Montsià
  - Trofeu Festes de Carlet
  - 5e étape de la Vuelta a Chiriquí
  - 2e et 3e étapes du Tour du Costa Rica
  - 2e du championnat du Costa Rica du contre-la-montre
- 2023
  -  Champion du Costa Rica sur route
  -  Champion du Costa Rica du contre-la-montre
  - Trofeo Caja Rural
  - Gran Premio de la Pobla Llarga
  - Gran Premio Villa de Mojados
  - La Nocturna de Porriño
  - 3e étape du Tour de Salamanque
  - 2e du championnat du Costa Rica du contre-la-montre par équipes
- 2024
  -  Champion du Costa Rica du contre-la-montre
  - 3e étape du Circuito Montañés
  - 4e étape de la Vuelta a Chiriquí
  - 2e de la Subida al Castillo de Cuéllar
  - 3e du Gran Premio Concello do Porriño
- 2025
  - 1re épreuve de la Copa ROES
  - Gran Premio Villa de Mojados
  - 4e étape du Tour du Panama
  -  Médaillé de bronze du championnat panaméricain sur route
  - 3e du championnat du Costa Rica du contre-la-montre

### Classements mondiaux
| Année            | 2021 | 2022 |
| ---------------- | ---- | ---- |
| UCI America Tour | 74e  | 77e  |